# 思州
思州（ししゅう）は、中国にかつて存在した州。唐代から宋代にかけて、現在の貴州省北東部および重慶市南東部にまたがる地域に設置された。本項では、明代から民国初年にかけて設置された思州府についても、合わせて解説する。

## 概要
621年（武徳4年）、唐により隋の巴東郡務川県の地に務州が置かれた。630年（貞観4年）、務州は思州と改められた。742年（天宝元年）、思州は寧夷郡と改称された。758年（乾元元年）、寧夷郡は思州と改称された。思州は江南西道に属し、務川・思王・寧夷・思邛の4県を管轄した。唐末に思州は廃止された。
1118年（政和8年）、北宋により再び思州が置かれた。宋の思州は夔州路に属し、務川・安夷・邛水の3県を管轄した。
元のとき、思州軍民安撫司が置かれた。思州軍民安撫司は湖広等処行中書省に属した。
思州は土官の田氏が代々にわたって統治して明初におよんだ。
1413年（永楽11年）、明により思州府が置かれた。思州府は貴州省に属し、都坪峩異渓蛮夷長官司・都素蛮夷長官司・施渓長官司・黄道渓長官司の4長官司を管轄した。
清のとき、思州府は貴州省に属し、玉屏・青渓の2県を管轄した。
1913年、中華民国により思州府は廃止された。